# Пеллеас и Мелизанда (опера)
«Пеллеас и Мелизанда» (фр. Pelléas et Mélisande) — единственная законченная опера французского композитора Клода Дебюсси в пяти действиях (13-ти картинах), написанная по тексту одноимённой пьесы Мориса Метерлинка опубликованной в 1892 году и поставленной в мае 1893 года на сцене театра Буфф-Паризьен. Сам композитор охарактеризовал своё произведение как лирическую драму. Премьера оперы состоялась 30 апреля 1902 года в парижской Опера-Комик.

## История создания
Ещё за несколько лет до знакомства с пьесой Дебюсси выразил желание написать оперу на либретто, где всё «говорится лишь наполовину», время и место действия неопределённы, а персонажи не столько «дискутируют друг с другом», сколько «претерпевают свою жизнь, судьбу».
Дебюсси работает над оперой на протяжении десяти лет, с 1892 по 1902 год. Уже после постановки оперы, композитор в предназначенном для опубликования письме к генеральному секретарю Комической Оперы отмечая, что «с давних пор я старался писать музыку для театра, но форма, в которую я хотел её облечь, была столь мало привычна, что после нескольких опытов я почти отступился», писал:
Драма "Паллеаса", которая, несмотря на свою атмосферу грёз, содержит гораздо больше человечности, чем так называемые "жизненные документы", представилась мне замечательно соответствующей тому, что я хотел сделать. Тут есть выразительный язык, восприимчивость которого могла найти своё продолжение в музыке и оркестровом наряде.
В июле 1893 года композитор, пользуясь содействием писателя Анри де Ренье, просит Метерлинка дать согласие на использование его драмы для оперного либретто и получает на это согласие (письмо драматурга к Ренье от 8 августа 1893 года). После этого композитор отправляется в ноябре в бельгийский Гент, где заручившись разрешением маломузыкального Метерлинка на использование его драмы в качестве основы для оперы и на внесение необходимых купюр, Дебюсси в августе 1893 года приступил к работе и 17 августа 1895 года вчерне в основном завершил музыку (первая редакция). 
В 1901 году опера была принята к постановке парижским театром Опера-комик. В это время между Дебюсси и Метерлинком произошёл скандальный разрыв, который видимо был обусловлен желанием драматурга поручить роль Мелизанды певице Жоржетте Леблан, не раз с успехом выступавшей на сцене театра Комической оперы и являвшейся его сожительницей. По воспоминаниям Леблан композитор якобы первоначально согласился на условия Метерлинка и даже будто бы репетировал с певицей несколько раз. Альбер Карре, директор театра Опера-Комик предложил и настоял на приглашении на роль Мелизанды молодой певицы Мэри Гарден, с успехом выступившей в заглавной роли в нашумевшей опере Г, Шарпантье «Луиза». Репетиции начались 13 января 1902 года, и Дебюсси, услышав шотландскую певицу, согласился поручить ей роль героини своей оперы. 
14 апреля 1902 года Метерлинк опубликовал в газете «Figaro» открытое письмо, в котором объявил, что «Пеллеас» стал для него чужим и почти враждебным, о нарушении его авторских прав, премьера оперы готовится вопреки его согласию и мнению, предложенная им исполнительница заменена другой и в тексте сделаны произвольные и абсурдные купюры и искажения. Метерлинк заключал своё письмо заявлением, что он желает опере Дебюсси «быстрого и громкого» провала. По слухам драматург даже тренировался в стрельбе из пистолета, намереваясь убить Дебюсси. Инструментовка и окончательная отделка партитуры продолжались до последних дней перед премьерой. Работа композитора над оперой не прекратилась и после постановки оперы — композитор неоднократно возвращался к партитуре и улучшал её.

## Действующие лица
- Аркель, король Аллемонда (бас)
- Женевьева, мать принцев, внуков короля (меццо-сопрано)
- принцы, внуки короля
  - Пеллеас (тенор)
  - Голо (баритон)
- Мелизанда (сопрано)
- Иньольд, мальчик, сын Голо (сопрано или дискант)
- Пастух (баритон)

Также — моряки (мужской хор), прислужницы, трое нищих (без слов)

## Состав оркестра
Согласно партитуре, для исполнения оперы потребуются:
- деревянные духовые: три флейты (одна из которых — сдвоенная пикколо), два гобоя, английский рожок, два кларнета, три фагота
- медные духовые: четыре валторны, три трубы, три тромбона, туба
- ударные: литавры, цимбалы, треугольник, колокольчики, колокол
- струнные щипковые: арфы
- струнные смычковые: основная группа

## Сюжетная линия
Время действия в опере — раннее Средневековье.

### Акт первый
- Картина первая «Лес»

Внук короля Аркеля Голо, охотившийся в чащобе на кабана, заблудился в диком лесу. Внезапно возле родника на опушке он видит совсем юную девушку, рыдающую и испуганную. Голо поражён её необыкновенной красотой и предлагает ей свою помощь, но девушка пугается его и плачет ещё громче. Только поклявшись никогда не причинять ей вреда, Голо завоёвывает доверие её. Незнакомка называет своё имя: Мелизанда. Вдвоём они уходят, чтобы вместе найти путь домой.
- Картина вторая «Комната в замке»

Младший брат Голо, Пеллеас, получает от него письмо с сообщением о том, что тот шесть месяцев назад женился на Мелизанде. Голо при этом опасается, что своей неожиданной женитьбой он разгневал деда, старого короля Аркеля, который давно уже присмотрел для этого своего внука подходящую невесту. «Если, — пишет Голо, — дед простит меня, я приеду с Мелизандой в замок. Зажги тогда, как добрый знак, фонарь на главной башне». Мать братьев, Женевьева, показывает это письмо старому королю, и тот удивлён и разочарован. Ранее Голо всегда советовался со своим дедом, прежде чем принять важное решение. И к тому же внук пишет, что до сих пор совершенно ничего не знает о своей супруге — кто она и откуда, как оказалась в страшном лесу. Как только он пытается что-то выяснить, жена безутешно рыдает. В палаты входит Пеллеас и просит деда отпустить его к умирающему другу. Однако Аркель отказывает — ведь и отец Пеллеаса очень болен, сыновний долг требует от него остаться дома. И нужно также зажечь фонарь на башне.
- Картина третья «Перед замком»

По дворцовому саду идут Мелизанда и Женевьева. Мать Голо рассказывает невестке о том, какие страшные, дремучие леса окружают их дворец. Навстречу им выходит Пеллеас. Он был на берегу моря и видел, что приближается сильная буря. Мелизанда вспоминает, что как раз в это время, на полных парусах в море уходит корабль, привёзший её сюда. Девушка следит за уходящим за горизонт судном, как бы предчувствуя его скорую гибель. Женевьеве нужно присмотреть за малолетним сыном Голо от его первой, умершей жены, и она оставляет Мелизанду на Пеллеаса. Он покажет своей новой родственнице сад.

### Акт второй
- Картина первая «Фонтан в парке»

Пеллеас и Мелизанда выходят к старому, заброшенному фонтану. В нём есть вода, и он бездонно глубок, как море. Пеллеас любит бывать здесь. Он спрашивает невестку о Голо — ведь они встретились тоже возле источника? Хотел ли тогда тот поцеловать её? Мелизанда рассеянно отвечает: «Да, хотел. Но я этого не хотела». Сняв с пальца драгоценное кольцо, подарок мужа, она начинает подбрасывать его всё выше и выше. Пеллеас предупреждает, что не стоит играть с такой вещью у бездонного колодца, но девушка будто не слышит его. Внезапно кольцо взлетает высоко-высоко — и ныряет в водную бездну. В это самое мгновение на башне замка пробило 12 часов. Мелизанда в отчаянии: «Что же я теперь скажу Голо?» Пеллеас советует ей: «Только правду».
- Картина вторая «Комната в замке»

В замковых покоях, на кровати лежит раненый Голо. Странная с ним приключилась история: сегодня, во время охоты, он услышал бой башенных часов — 12 ударов. И в этот самый миг обычно спокойный конь вдруг понёс. Принц упал на землю и тяжело поранился; теперь он весь в крови. У изголовья его сидит Мелизанда. Она тоже в мрачном настроении, что-то угнетает её. Она должна уехать отсюда, из этого замка. Что-то страшное ожидает её здесь. Голо, как может, утешает жену и берёт её за руки. Но где же драгоценное кольцо, им подаренное? Мелизанда поникает — ведь кольцо она потеряла. «Где? — допытывается муж, — лучше всё потерять, но только не это кольцо». Та боится сказать правду и сообщает Голо, что потеряла перстень в старом гроте на берегу моря, когда искала красивые ракушки для Иньольда. Голо требует, чтобы жена немедленно отправлялась в грот и нашла кольцо. «Но ведь уже темно — пугается Мелизанда, — и мне страшно!» Тогда Голо призывает брата и просит его быть ей провожатым.
- Картина третья «Перед гротом»

Пеллеас и Мелизанда стоят у входа в грот. На небе чёрные тучи, рокочет морской прибой. В гроте темно и страшно, проход внутри ведёт узкой тропой между двух бездонных подземных озёр, но идти надо. Ведь Голо может спросить, что девушка видела там! А внутри их ожидает и необыкновенная красота: если зажечь факел — стены его засверкают мириадами звёзд, более ярких, чем на ясном ночном небе. Мелизанда входит в грот и тут же отшатывается в ужасе: внутри она видит трёх спящих нищих стариков. Пеллеас решает прийти сюда позже.

### Акт третий
- Картина первая «Одна из башен замка»

В своей комнате у окна стоит Мелизанда, поёт и расчёсывает свои золотые волосы. Проходивший мимо Пеллеас очарован этим зрелищем. Невестка кажется ему райской птицей, случайно залетевшей в их страну. Принц просит её протянуть ему руку. Девушка нагибается из окна, и Пеллеаса всего окутывают её золотые кудри, которыми он обвивает свои лицо и шею, целуя их. Встревоженные шумом, из замковой башни вылетает стайка голубей. «Перестань, Пеллеас, — пугается за голубей Мелизанда, — они затеряются во тьме и не найдут дороги домой». Тут на дороге к замку виден Голо. Он чем-то встревожен и предлагает брату идти к себе: «Уже полночь. Негоже детям играть в темноте».
- Картина вторая «Подземелье замка»

Голо приводит брата в замковое подземелье. Под его мрачными сводами разлито чёрное озеро, от которого исходит смрад. Факел отбрасывает тревожные тени на стены. Пеллеасу тяжело дышать, он хочет поскорее на волю. «Хорошо, вернёмся», — соглашается Голо.
- Картина третья «Терраса на выходе из подземелья»

Летний полдень, солнце ослепительно сияет, воздух свеж и сладок после мрачного подземелья. Пеллеас наслаждается красотой природы, розами в саду, морским прибоем. В окне замка он видит свою мать и Мелизанду. Видит их и Голо. Глядя на свою юную супругу, он ещё раз предупреждает брата, что вчера у окна видел нечто, не понравившееся ему. Пеллеас должен избегать встреч с Мелизандой. Она очень молода, впечатлительна и к тому же беременна. Младший принц должен сделать правильные выводы.
- Картина четвёртая «Перед замком»

Поздним вечером Голо с сыном гуляют вокруг замка. Под окном жены он решает сделать привал и, будучи ревнив, начинает выспрашивать мальчика, что делают Пеллеас и Мелизанда в его отсутствие: целуются ли? Иньольд говорит, что ничего подобного он не видел. Однако отец не верит ему и, подняв над землёй, заставляет рассказывать, что там, в покоях Мелизанды, делают она и его брат. Иньольд плачет; ему неудобно, страшно и стыдно. Он боится разъярённого отца, и ему страшно заглядывать в окно…

### Акт четвёртый
- Картина первая «Комната в замке»

Пеллеас встречает Мелизанду и говорит ей, что отец его выздоравливает и требует от сына покинуть двор. Он должен уехать — возможно, навсегда, но перед отъездом хочет попрощаться с невесткой. Он просит её прийти вечером к их фонтану. Раздаются чьи-то шаги, и Пеллеас уходит. В комнате появляется старый Аркель. Увидев опечаленную чем-то Мелизанду, он пытается узнать причину. Вслед за ним входит Голо, весь в грязи и с расцарапанным лицом. Когда же жена хочет отереть кровь с его лба, он набрасывается на неё с ругательствами и рвёт её волосы. Перепуганный происходящим старый король останавливает и успокаивает внука, но тот выбегает из комнаты, прихватив с собой меч, с обещанием «дождаться своего часа». «Он разлюбил меня, — плачет молодая женщина, — как же я несчастна!»
- Картина вторая «Фонтан в парке»

В парке у маленького Иньольда золотой мячик закатился под большой, тяжёлый камень. Ребёнку не под силу сдвинуть его в сторону. Внезапно раздаётся блеяние овец — какое-то необычное; животные явно чем-то насмерть перепуганы. И гонят их не в сторону хлева… Напуганный Иньольд убегает. В это время к фонтану приходит Пеллеас. Он должен уехать, но перед этим рассказать невестке о своей безграничной любви к ней, с которой он не в силах бороться. Мелизанда немного опаздывает: Голо долго не мог заснуть. Услышав признание деверя, она также открывает ему своё сердце. Она полюбила его с первого взгляда, как только увидела тогда в саду… Влюблённые обнимают друг друга. В это время слышен шум запираемых ворот — это в замке готовятся ко сну. Молодые люди уже не смогут попасть внутрь до утра. Пеллеас благословляет этот случай: теперь Мелизанда может уехать вместе с ним, они начнут новую жизнь!
Внезапно перед ними появляется Голо с мечом в руках. Он с самого начала их свидания прятался в кустах и всё слышал. Бросившись к брату, он ранит его мечом. Мелизанда пытается спастись бегством, но муж настигает её и тоже ранит.

### Акт пятый «Комната в замке»
У постели умирающей Мелизанды собрались старый король, Голо и придворный врач. Врач успокаивает Голо: «От той ранки, что вы ей нанесли, не умерла бы и птичка». Придя в себя, раненая зовёт мужа, который велит деду и врачу оставить их одних. Он просит у жены прощения, ведь по его вине она прикована к постели; он измучил её. В то же время ревность продолжает терзать его. Постепенно он начинает снова допрашивать умирающую: была ли у неё с Пеллеасом любовная связь, изменяла ли она ему? Мелизанда отрицает все обвинения, но супруг не успокаивается. Наконец женщина вновь теряет сознание. Голо проклинает свою натуру. «Она умрёт, я замучил её! — говорит он, — и я умру вслед за ней». Аркель вносит новорождённую дочь Голо и Мелизанды: может, малышка придаст своей матери силы? Но умирающей ничто уж не в силах помочь. Она лишь тихо плачет, предчувствуя несчастную судьбу своего ребёнка. В комнату входят женщины в чёрных одеждах, становятся на колени и молятся. Голо в недоумении: зачем они тут? и требует, чтобы его вновь оставили вдвоём с женой. Но теперь это бессмысленно. Мелизанда скончалась, и он рыдает над телом её.